# Shooting Star/American in Paris
Shooting Star/American in Paris is de vijfde aflevering van het derde seizoen van het tienerdrama Beverly Hills, 90210, die voor het eerst werd uitgezonden op 12 augustus 1992. De titel geeft een referentie aan de film An American in Paris (1951).

## Verhaal
Brandon, die nu uitgaat met Brooke, krijgt medelijden met de dakloze man Jack Canner, die ronddwaalt op de stranden van Beverly Hills. Na verschillende pogingen om een gesprek met hem te beginnen, biedt hij hem een baan aan bij de Beach Club. Na een lang gesprek weet hij ook zijn baas te overhalen om Jack dusdanig een baan te geven. Als hij niet komt opdagen, is hij teleurgesteld en hem en al de moeite die hij heeft gedaan.
Dylan en Kelly hebben moeite met hun affaire. Hoewel ze zich allebei schuldig voelen tegenover Brenda, kunnen ze elkaar niet weerstaan en zoenen nog meerde keren. Ondertussen besluit Steve de manager van David te worden, die nu helemaal opgaat in zijn muziek. Andrea wordt bang als Cameron, de dove jongen op wie ze moet passen, vermist raakt.
Brenda ontmoet in Parijs Rick, op wie ze onmiddellijk verliefd wordt. Omdat hij zegt Amerikaanse meiden zat te zijn, doet ze zich voor als een Franse tiener met een accent. Hij gelooft haar en probeert haar te overhalen om met hem mee te gaan naar zijn volgende bestemming, in plaats van terug naar huis te gaan. Ze zoent met hem en overweegt om ook met hem mee te gaan.

## Rolverdeling
- Jason Priestley - Brandon Walsh
- Shannen Doherty - Brenda Walsh
- Jennie Garth - Kelly Taylor
- Ian Ziering - Steve Sanders
- Gabrielle Carteris - Andrea Zuckerman
- Luke Perry - Dylan McKay
- Brian Austin Green - David Silver
- Tori Spelling - Donna Martin
- Carol Potter - Cindy Walsh
- James Eckhouse - Jim Walsh
- James Pickens jr. - Henry Thomas
- Dean Cain - Rick
- Alexandra Wilson - Brooke Alexander
- David Sherrill - Jack Canner
- Krista Errickson - Maggie
- Darrell Thomas Utley - Cameron Shaw
- Randy Spelling - Kenny
- Melissa Young - Lynette